# Dot
Pour les articles homonymes, voir DOT.
Une dot désigne dans le langage courant l'apport de biens par une des familles, ou par le (la) fiancé(e), au patrimoine de l'autre, ou du nouveau ménage ; elle accompagne le mariage dans de nombreuses cultures. Il peut s'agir de biens dont la femme ou le mari sont « dotés » par leurs familles, mais aussi d'un don entre époux.
L'anthropologie sociale distingue plusieurs sortes de prestations matrimoniales :
- la dot de mariage, apportée par la famille de l'épouse à celle-ci ou au ménage (pratique qui avait cours dans la bourgeoisie française) ;
- le prix de la fiancée apporté par le mari ou sa famille à la famille de son épouse ;

Parmi ces prestations, le prix de la fiancée est « bien particulier » car il n'entre pas dans le patrimoine du nouveau ménage, mais est la propriété de la famille de la fiancée. Cette prestation peut être pré- ou post-matrimoniale. Toutefois, en Afrique subsaharienne, on utilise dans le langage courant le terme « dot » pour désigner également cette forme de compensation[De quoi ?] offerte par le futur époux à la famille de son épouse.
Plus généralement, la dot désigne l'apport qu’une personne en âge de se marier verse à une communauté de biens (dot monastique, dot ecclésiastique).

## Europe

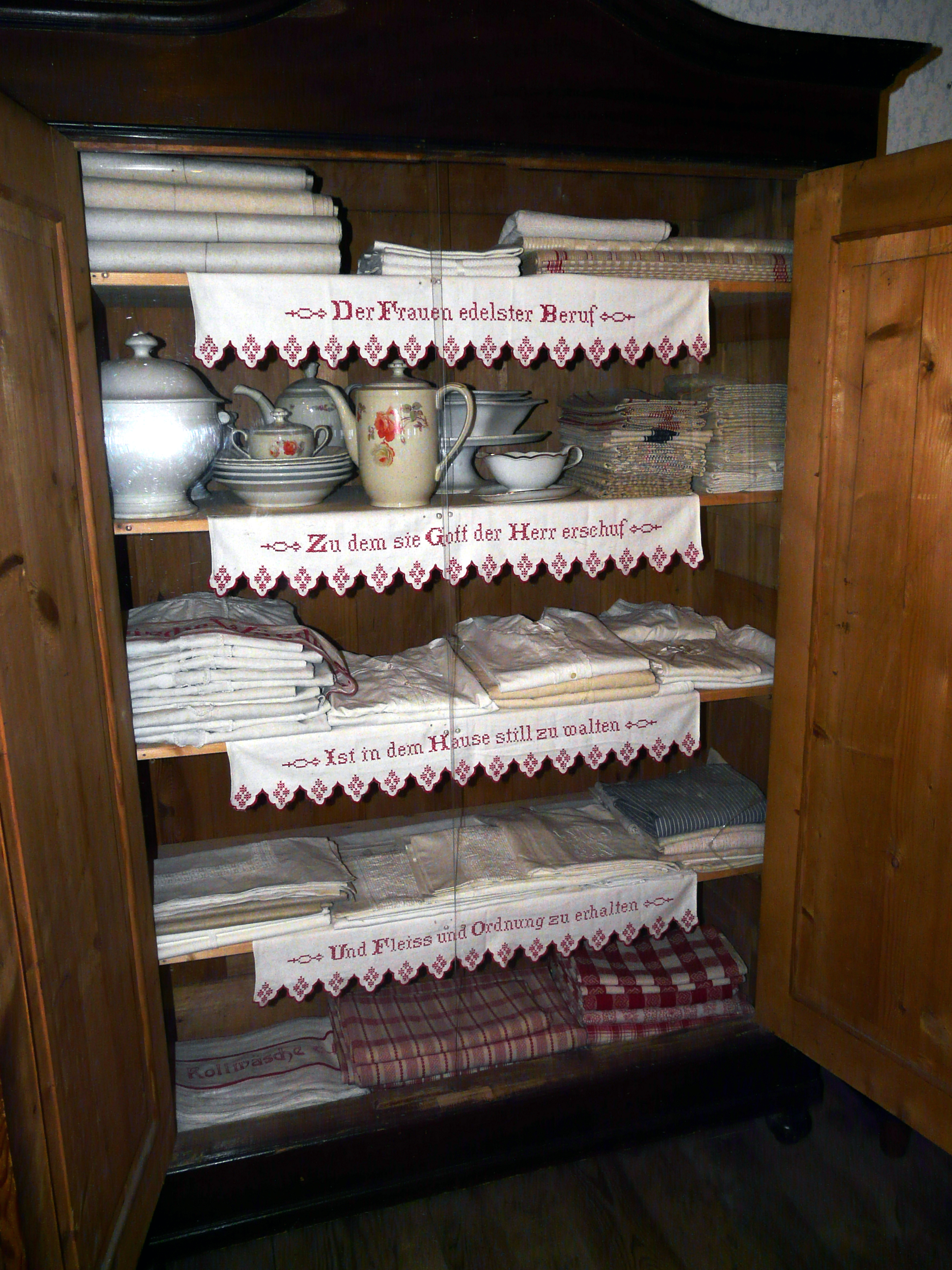
Une armoire dotale (Aussteuerschrank) allemande remplie du trousseau.

La dot traditionnelle européenne désigne l'apport du père de la mariée au moment du mariage et est affectée au futur ménage. Inscrite dans le cadre d'une société patriarcale, cette dot matrimoniale est tombée en désuétude à partir du XIXe siècle.

### Fonction
La dot traditionnelle incombait intégralement à la famille de la mariée et avait pour vocation de constituer une « mise de départ » pour le patrimoine du couple et l'aider à démarrer sa vie commune. Elle se limitait en général au trousseau de mariage pour les gens modestes mais incluait de plus, pour les plus aisés, un apport en numéraire qui pouvait être important selon le niveau social de la famille.

### Histoire
Le prix de la fiancée (grec : hédon) était le système d'échange patrimonial au temps d'Homère mais, au Ve siècle av. J.-C., ce système a été remplacé par celui de la dot (grec : phernē). L'Europe antique était une société patriarcale. Le père de la future mariée donnait une dot au futur mari. En Grèce antique c'était la coutume que le père aille chercher des coquillages dans la mer Égée pour les offrir au mari. La cérémonie se faisait sur la plus haute colline de la région et pendant neuf jours[réf. nécessaire].
L'Europe romaine était aussi une société dotale : puisque dans le droit romain la femme n'est pas juridiquement responsable, elle ne possède aucun bien propre, ce qui nécessite une transmission patrimoniale sous forme de dot (latin : dos). La dot était obligatoire pour rendre un mariage légitime[réf. nécessaire].
Le régime dotal a été abandonné au profit du douaire durant le haut Moyen Âge, mais la dot réapparaît au XIe siècle dans la logique du resserrement lignager comme moyen d'exclure les filles de l'héritage, d'abord en Europe méridionale puis en Europe du Nord-Ouest. Elle est d'abord le contre-don du douaire, puis réussit à le reléguer au second plan.
Cette dot européenne est une possession sous contrôle marital, c'est-à-dire celui du mari. Même si la femme en est propriétaire de son vivant, le mari dispose sur elle un droit de gestion et un droit d'approbation en cas d'aliénation. Après le décès du mari, la dot doit servir à la faire vivre, elle et ses enfants. La dot s'est donc vu transformée, en numéraire et en capital foncier, puis augmentée au rythme de l'essor économique par des droits complémentaires : droit de viduité (usufruit), augment de dot, et d'autres gains de survie. La dot a progressivement été abandonnée en Europe occidentale au cours des XIXe et XXe siècles.

#### Autres formes

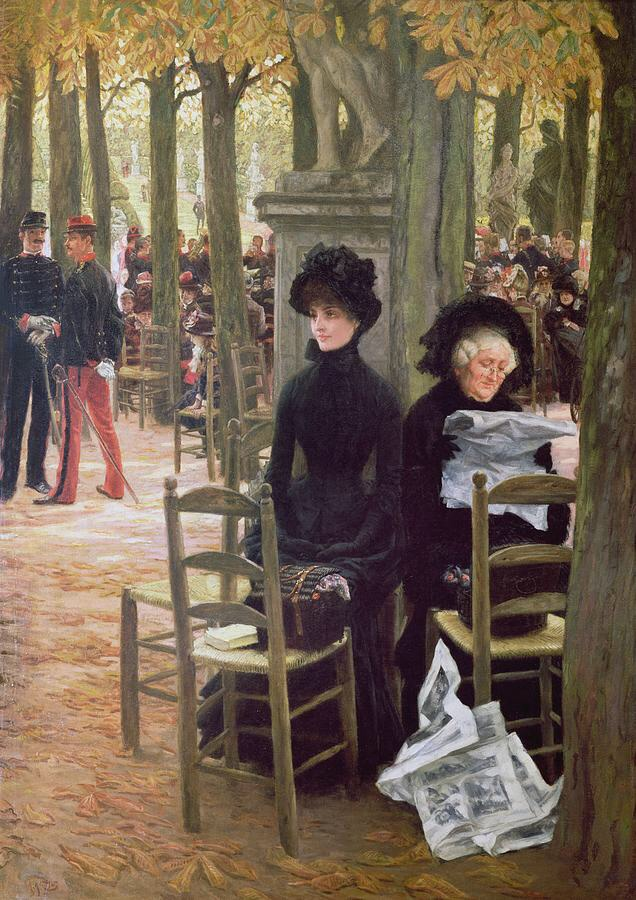
Sans dot, par James Tissot, 1885.

En parallèle, l'Europe a connu d'autres genres de dons. Ainsi, les sociétés polygynes celtes (v.irl. coibche), germaniques (v.angl. weotuma) et slaves (pol. wiona) pratiquaient toutes au haut Moyen Âge le prix de la fiancée à côté de la dot. Les Irlandais échangeaient le plus souvent le prix de la fiancée contre une dot (tochur), ce qui égalisait les dotations et assurait le partage de la communauté patrimoniale lors d'une rupture. Quant aux Germains, le prix pour la fiancée se limitait aux cas du plein mariage, autrement dit, un mariage à une épouse principale. Pour les coépouses inférieures ou temporaires, chez certains peuples germaniques comme les Lombards, il était fréquent que le mari offre ce qu'on appelle un don du matin (lomb. morgincap, all. Morgengabe, néerl. morgengaaf) qui avait le caractère d'un pretium virginitatis, ce qui signifie que ce don n'était donné que si la jeune mariée était vierge avant la nuit de noces. Le don du matin était soit à la libre disposition de la femme, soit géré par l'homme durant sa vie. Au décès du mari, la veuve disposait du don du matin en tant que gain de survie à une époque où très peu de gens prévoyaient de gain de survie au conjoint survivant. Dans le sud de l'Italie, le don du matin, introduit par les conquérants lombards à partir du VIe siècle, existait toujours au milieu du XIe siècle. D'autres sociétés ont aussi connu un tel don, par exemple les Gallois (cowyll).

### Influences contemporaines
Certains héritages de la dot européenne sont encore perceptibles de façon diluée. Ainsi dans les pays anglo-saxons et germaniques, ainsi qu'en Alsace et en Lorraine, il incombe traditionnellement à la famille de la mariée de payer la cérémonie et le repas de mariage. La liste de mariage est aussi une tradition qui peut être considérée comme découlant de la dot et ouvert en dehors du cercle familial[réf. nécessaire].

## Asie
Le système du prix de la fiancée existe également dans certaines régions d'Asie centrale, ce qui contraint les hommes trop pauvres à enlever leur future femme afin de pouvoir l'épouser. C'est notamment le cas au Kirghizistan[réf. nécessaire].
Le versement de la dot par la famille de la mariée à celle du marié est très répandue en Inde, bien que cette pratique ancestrale soit interdite dans le pays depuis 1961.

## Afrique

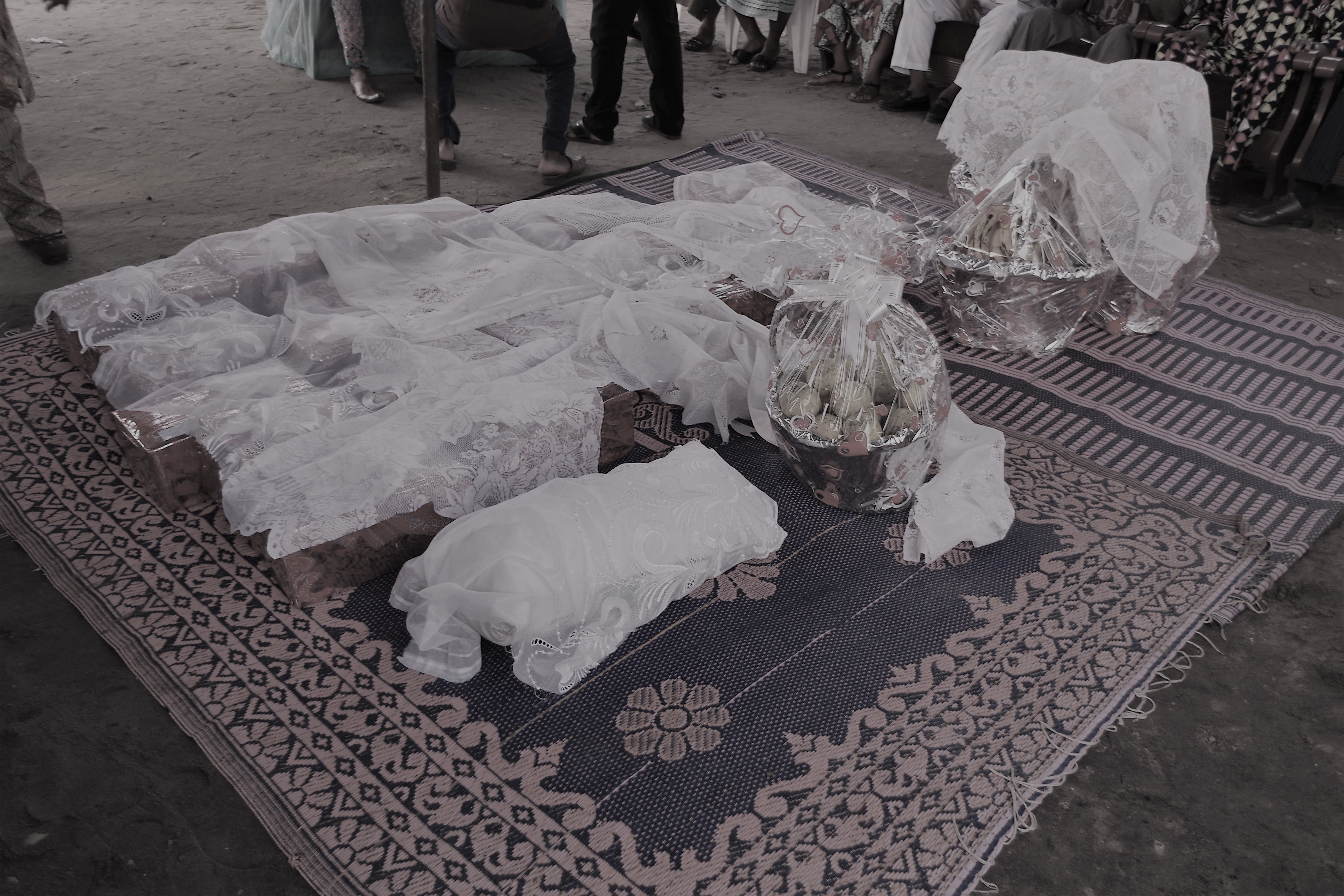
Cadeaux de dot (mariage traditionnel) au Bénin.

En Afrique, on appelle couramment dot, la valeur de la fiancée . Cette dernière est offerte par l'homme à la famille de la femme ; c'est donc la transaction inverse de la dot proprement dite, car les biens entrent dans le patrimoine de la génération supérieure au lieu de celui du couple. La dot est, en Afrique, la première étape dans l’union d’un couple et par extension, celle des familles dont les conjoints sont issus. Pratiquée par plusieurs peuples d’Afrique depuis très longtemps, elle peut être souvent constituée de biens en nature, ou dans d’autres cas, et milieux, de prestations de service ; une manière de célébrer son mariage traditionnel, mais qui a tendance à changer à mesure que le monde évolue.

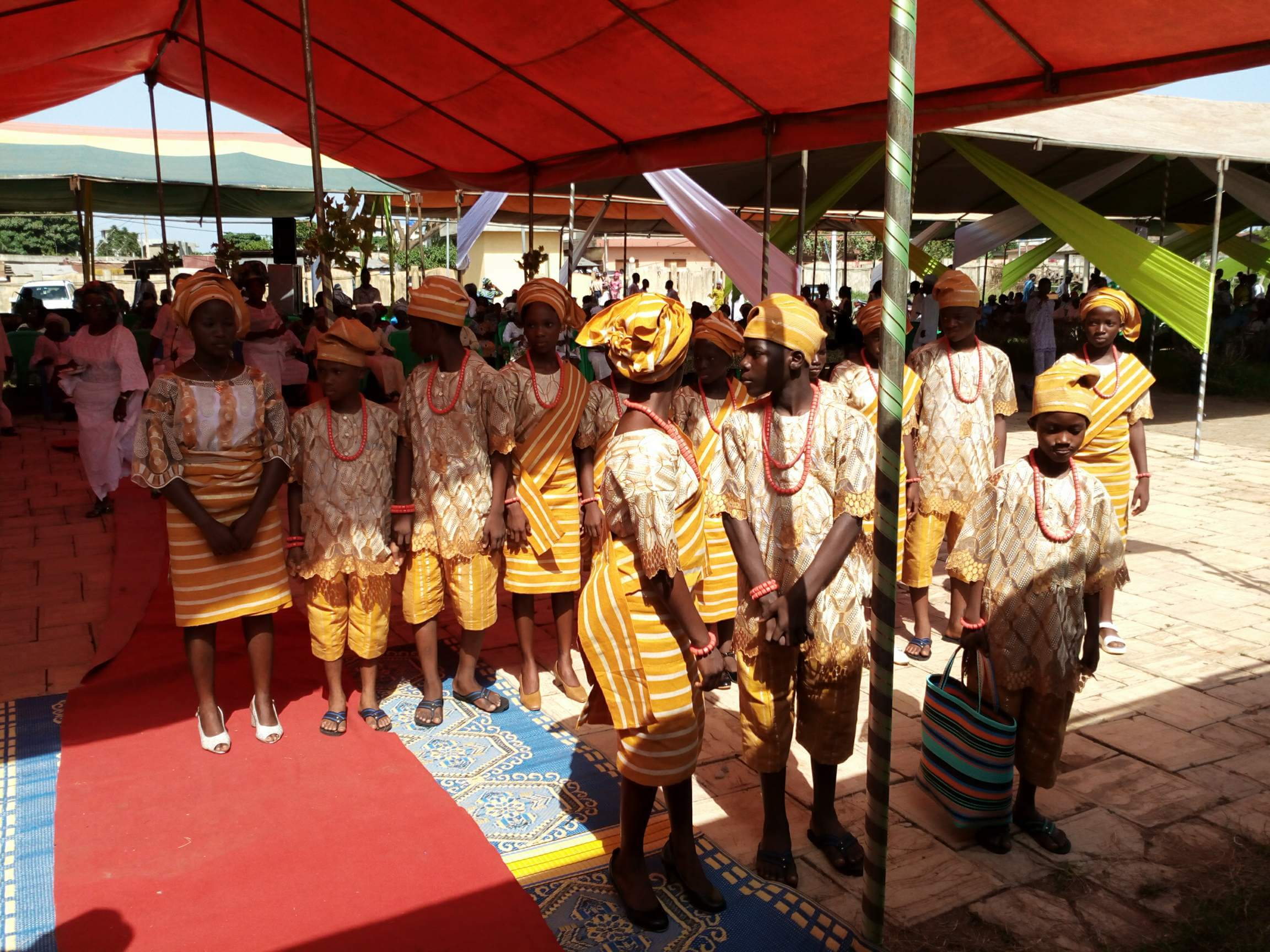
Cérémonie de mariage (dot) traditionnel. Une représentation théâtrale des enfants pendant cette cérémonie au Bénin.

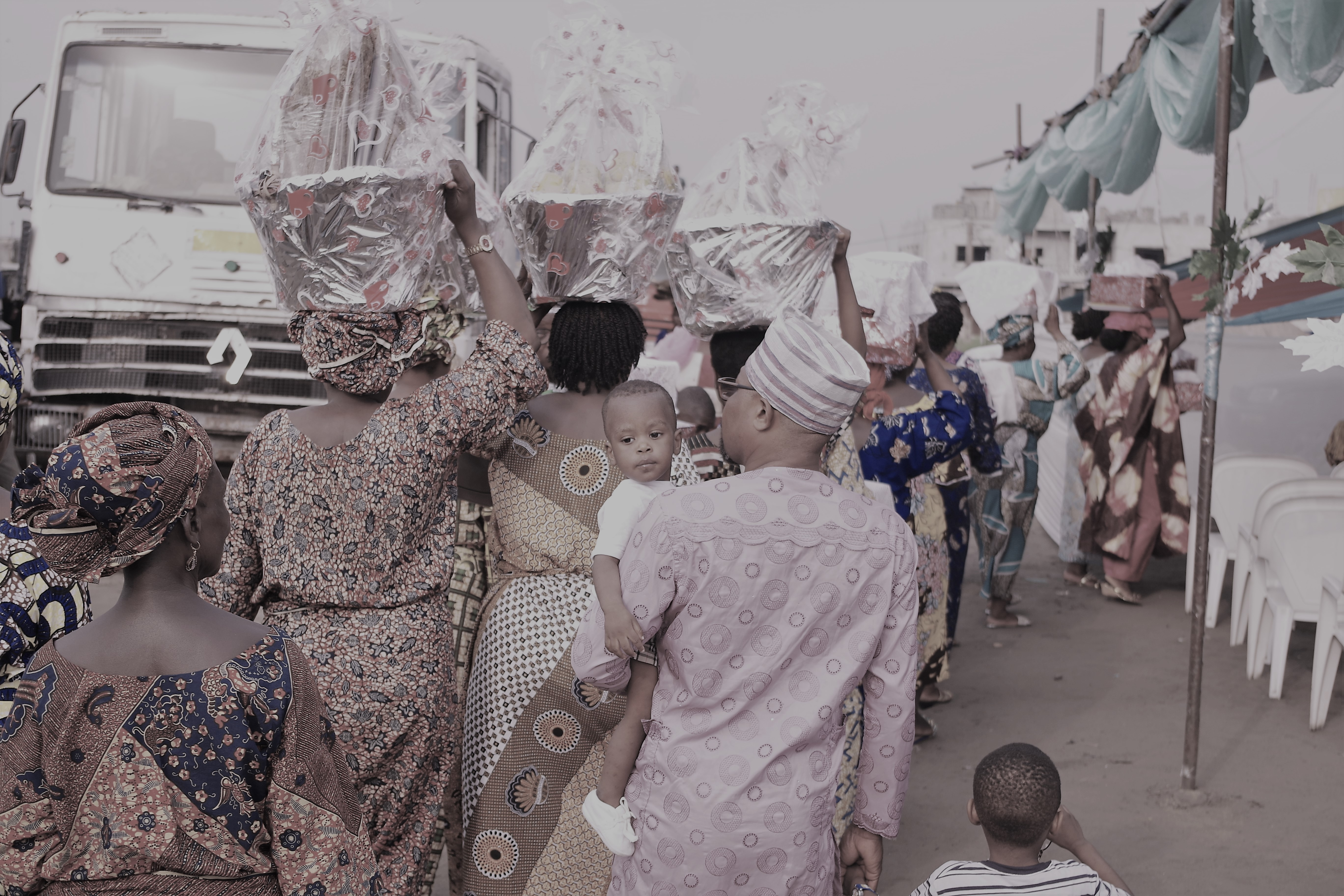
En route pour la remise des cadeaux de dot (mariage traditionnel) au Bénin.

Elle est vue comme un acte symbolisant les fiançailles et officialisant le fait que les fiancés sont « pris ». C'est aussi un moyen pour l'homme, de s'assurer qu'il ne sera pas haï par sa nouvelle famille. Dans de nombreuses cultures africaines, il prouve la capacité du jeune homme à prendre en charge une famille puisqu'il lui est demandé de fournir lui-même les cadeaux qu'il apporte. C'est également un élément d'alliance entre les familles puisqu'elle se fait en présence des membres des familles élargies de part et d'autre. Dans beaucoup de cultures en Afrique de l'Ouest, ce sont généralement les oncles et les tantes des fiancés qui président la cérémonie, et non leurs propres parents. Cela suppose, et donc exige, une certaine harmonie familiale, la famille devant être vécue au sens large et non une cellule nucléaire. Suivant les ethnies, ce système a un sens symbolique très fort. Le prix de la fiancée est aussi un geste de gratitude de la part de la famille du marié envers la famille de la mariée pour avoir élevé et pris soin de cette dernière[réf. nécessaire].
Certains pays comme le Togo ont fixé un maximum autorisé, soit 10 000 F CFA.
D’autres pays sont allés encore plus loin, en interdisant la pratique, comme au Burkina Faso et en Côte d’Ivoire en 1964.

## Thaïlande

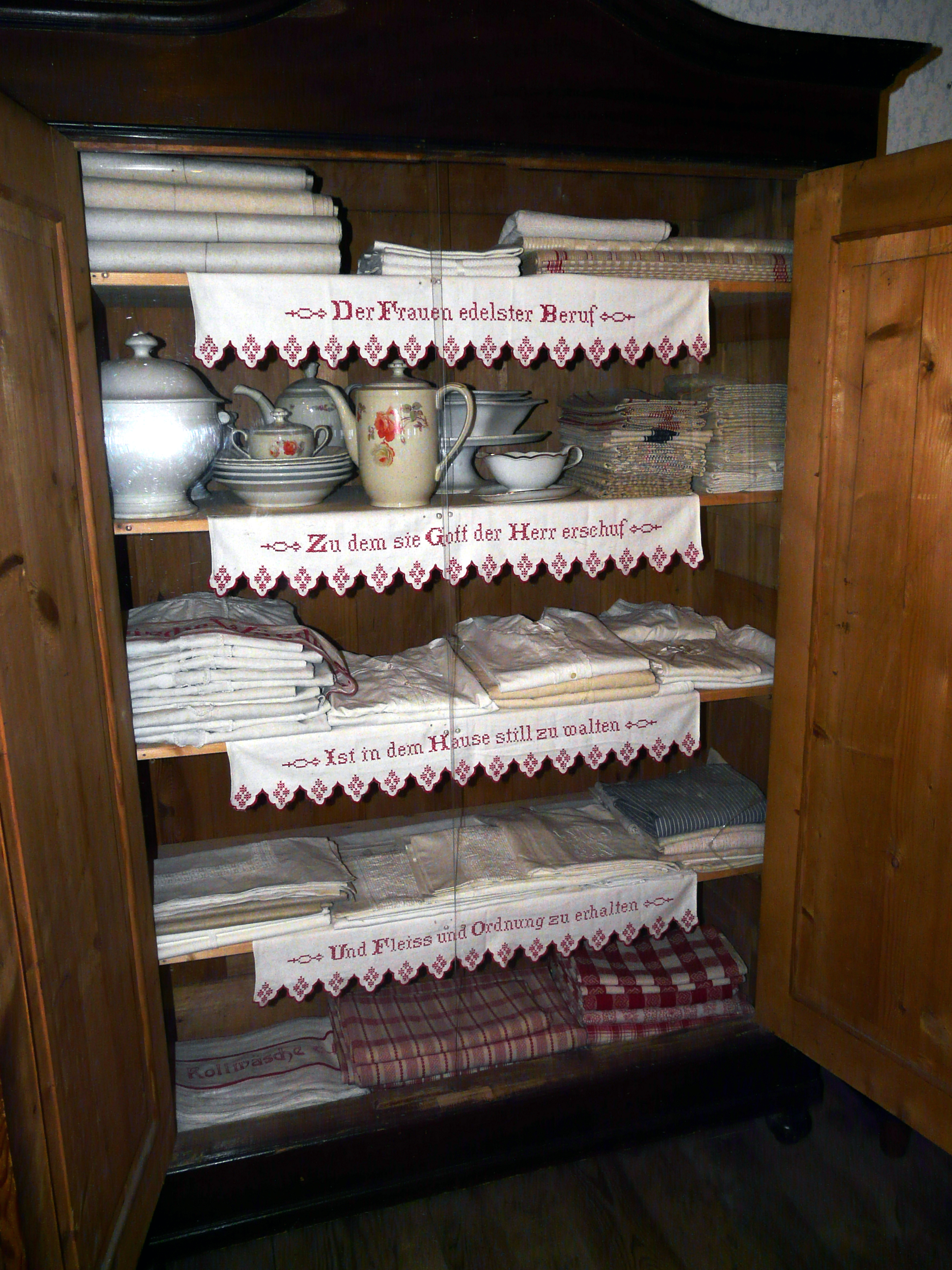
Une armoire dotale (Aussteuerschrank) allemande remplie du trousseau.

En Thaïlande, la dot est une tradition culturelle appelée "Sinsod" (สินสอด). Il s'agit d'une somme d'argent, parfois accompagnée d'or ou de biens, que le futur marié remet à la famille de la future épouse lors du mariage. Cette pratique vise à honorer les parents pour avoir élevé leur fille et à montrer que le marié est financièrement capable de prendre soin de sa femme. Le montant du Sinsod peut varier selon le statut social, l’éducation, ou les traditions familiales, mais il est souvent négociable. Bien que ce ne soit pas une obligation légale, le Sinsod reste une coutume importante dans de nombreux mariages thaïlandais, surtout en milieu rural.

## Critiques

### Marchandisation de la femme
La dot est critiquée par ses détracteurs qui estiment qu'elle conduit à la marchandisation de la femme. On reproche également à ce système de fragiliser le futur ménage en lui soustrayant du patrimoine plutôt que de l'aider à se construire en lui en apportant.
Ses défenseurs argumentent que, notamment en Afrique, il est clairement précisé durant la cérémonie que ce qui est apporté ne représente pas un achat de la femme mais scelle l'alliance entre les deux familles, que les structures de la société subsaharienne ne reposent pas sur l'individualisme mais impliquent largement les familles. Ainsi, dans une vision de famille élargie, on estime qu'un couple ne se construit pas par lui seul, mais avec l'« aide » des proches, et en premier lieu des familles respectives. Ce système aide ainsi à consolider durablement les unions dans une logique communautaire[réf. nécessaire].

### Hausse du concubinage et du célibat forcé
En Afrique, le montant exorbitant de la dot pousserait de nombreux couples au concubinage ,. Elle contribuerait également à la hausse du taux du célibat forcé .

### Hausse du mariage d'enfants
Selon l’UNICEF, la dot contribue à perpétuer le mariage d'enfants . En effet, cette coutume établit un système économique où les familles marient leurs jeunes filles à celui qui propose la meilleure offre. Les mariages précoces de filles sont soit une issue en cas de grave problème économique, soit une source de revenus pour les parents,,. Le prix de la fiancée peut également conduire au trafic d'enfants,.

### Violences faites aux femmes
La Déclaration sur l'élimination de la violence à l'égard des femmes considère les violences liées à la dot comme une problématique majeure à combattre .
En Inde, la dot conduit à une discrimination dans différents domaines contre les filles et les rend vulnérables à diverses formes de violence . Citons notamment des avortements sexo-sélectifs, l'abandon des parents et la maltraitance après la naissance.
L'Organisation mondiale de la santé a exprimé son inquiétude face aux féminicides liés à la dot, citant l'étude de Virendra Kumar qui souligne que les décès liés à un meurtre de dot se produisent particulièrement dans les régions du sous-continent indien . Selon elle, les estimations du nombre réel de décès liés à la dot par an varient considérablement, allant de 600 à 750 homicides par an à 25 000 homicides par an, les registres officiels du gouvernement suggérant 7 618 décès en 2006. Des milliers de cas d'immolation des mariées par le feu sont liés à la dot au Pakistan, mais il y aurait peu de poursuites et de condamnations .
Selon l'Office des Nations unies contre la drogue et le crime, 4,6 % du total des crimes contre les femmes en Inde étaient liés à la dot, et 1,9 % étaient liés à la violation de la « loi sur l'interdiction de la dot » . En Inde, le taux de mortalité lié à la dot était d’environ 0,7 femme pour 100 000 chaque année de 1998 à 2009  ,.